# Callicostella africana
Callicostella africana là một loài rêu trong họ Pilotrichaceae. Loài này được Mitt. mô tả khoa học đầu tiên năm 1860.